# ماریولا فوئنتس
ماریولا فوئنتس (اسپانیایی: Mariola Fuentes‎) بازیگر اهل اسپانیا است.
از فیلم‌ها یا مجموعه‌های تلویزیونی که وی در آن‌ها نقش داشته است، می‌توان به خدا نگهدار، جسم زنده، تورنته، مأمور خرفت قانون و با او حرف بزن اشاره نمود.